# کوربین ۴۰۰۸
سیارک ۴۰۰۸ (به انگلیسی: 4008 Corbin، نامگذاری:1977BY) چهار هزار و هشتمین سیارک کشف شده‌است که در ۲۲ ژانویه ۱۹۷۷ کشف شد.
قدر مطلق سیارک برابر ۱۳٫۱۰ است.